# Daniel García-Castellanos
Daniel García-Castellanos (Kuwait, 1968) Científico español del Centro Superior de Investigaciones Científicas (CSIC) que investiga en el campo de la geofísica. Estudió en la Universidad de Barcelona y se doctoró en 1999. Ha estudiado el pasado geológico reciente del Mar Mediterráneo, la crisis de salinidad del Messiniense y la inundación Zancliense, mientras otras contribuciones científicas tratan de la evolución del relieve terrestre como resultado de los fenómenosgeodinámicos profundos del interior de la Tierra y de la erosión y el clima en la superficie.
Algunos de sus estudios (publicados en revistas como Nature) sugieren que, después de estar aislado del océano debido a la colisión entre las placas tectónicas de África y Eurasia, el mar Mediterráneo pasó por un período de desecación conocido como la Crisis Salina del Messiniense terminado por una gran inundación a través del Estrecho de Gibraltar. Esta inundación habría restaurado las condiciones marinas normales del Mar Mediterráneo hace 5 millones de años: la inundación Zancliense. 
En 1998 recibió el Premio García-Siñeriz por su tesis doctoral sobre la formación de cuencas sedimentarias. Enseña y lidera proyectos de investigación financiados por Europa sobre los procesos geodinámicos y de erosión en el Instituto de Ciencias de la Tierra Jaume Almera (CSIC), en Barcelona.